# Vladimir Petrovič Demichov

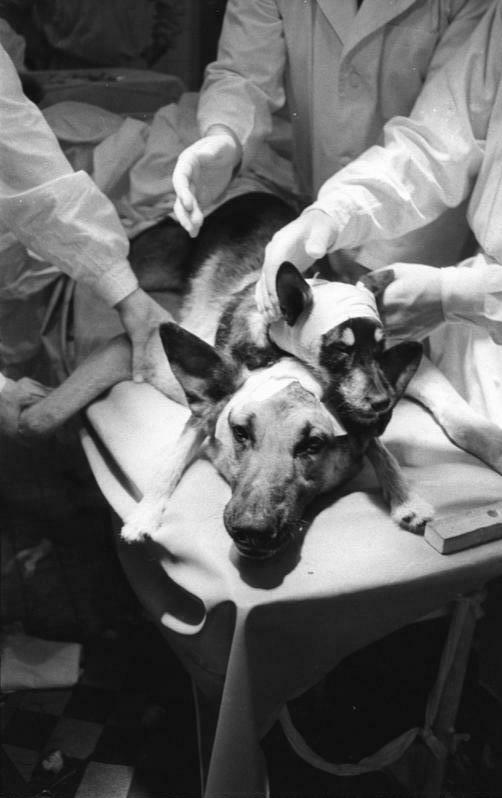
L'ultimo trapianto di testa di cane eseguito da Demikhov, il 13 gennaio 1959.

Vladimir Petrovič Demichov (in russo Владимир Петрович Демихов?; Kulikovskij, 18 luglio 1916 – Mosca, 22 novembre 1998) è stato un chirurgo e ricercatore sovietico (poi russo), uno dei più noti pionieri del trapianto degli organi, comunemente definito il "padre del trapianto di cuore e polmoni".

## Biografia
Nato in una famiglia contadina in un chutor nei pressi di Volgograd iniziò a studiare medicina nel 1934 nella Università statale di Voronež, dove nel 1937 realizzò il primo cuore artificiale che trapiantò in un cane, il quale sopravvisse per due ore.
Si trasferì nella facoltà di biologia dell'Università statale di Mosca, dove si laureò nel 1940.
Durante la seconda guerra mondiale servì come medico legale e patologo. Tornato con diverse medaglie al merito e decorazioni, sposò Liya Nikolayevna nell'agosto 1946, da cui ebbe la figlia Olga nel luglio 1947.
Conseguì il dottorato di Scienza nel 1963.

## Attività di ricerca
Eseguì numerosi trapianti (principalmente tra gli anni trenta e cinquanta). Egli è anche noto per i suoi esperimenti sul trapianto di teste di cani, creando conseguentemente cani a due teste; questo ha portato al trapianto di testa nelle scimmie dal dottor Robert J. White, che è stato ispirato dal lavoro di Demichov.
Il primo trapianto di testa di cane venne eseguito di fortuna dal professor A.G. Konevskiy del Operative Surgery and Topographical Anatomy Department of Volgograd State Medical University. Konevskiy aveva programmato un trapianto di cuore sperimentale, ma il cucciolo venne coinvolto in un incidente automobilistico. Non volendo "sprecare il tavolo operatorio sterilizzato", il chirurgo procedette con il trapianto di testa.
Demichov coniò il termine "trapiantologia", e la sua monografia del 1960 Experimental transplantation of vital organs (poi pubblicata nel 1962 a New York, Berlino e Madrid), per cui ricevette il suo diploma di dottorato, è diventata la prima al mondo incentrata sulla trapiantologia, ed è stata per molto tempo la sola nel campo del trapianto di organi e tessuti. Christiaan Barnard, che ha eseguito la prima operazione di trapianto di cuore da una persona ad un'altra persona nel 1967, ha visitato due volte il laboratorio di Demichov, nel 1960 e 1963. Per tutta la sua vita lo considerò come un maestro.
Experimental transplantation of vital organs uscì in Italia col titolo È possibile il trapianto di organi vitali? nel 1959 sull'Avanti! (trad. Alfeo Bertin).
Demichov morì il 22 novembre 1998, in circostanze misteriose non ancora chiarite. Poco prima era stato nominato Cavaliere dell'Ordine al merito per la Patria.

## Cultura di massa
- Gli esperimenti chirurgici di Demichov appaiono nel film La rabbia del 1959 realizzato a due mani da Pier Paolo Pasolini e Giovannino Guareschi, dove vengono presentate separatamente in due episodi di un'ora ognuno le rispettive posizioni politiche di sinistra e di destra. Nella seconda parte, diretta da Guareschi, compaiono gli esperimenti più cruenti di Demichov, ferocemente condannati da Guareschi.
- Il cantante, compositore e chitarrista statunitense Roky Erickson, noto per essere il membro fondatore dei The 13th Floor Elevators, nel disco The Evil One (Restless Records) del 1981 ha dedicato allo scienziato sovietico la canzone Two Headed Dog.
- La band italiana noise-core Demikhov presenta fin dalla scelta del proprio soprannome espliciti riferimenti a Vladimir Demichov, intitolando inoltre il primo full-length Experimental transplantation of vital organs (Brigante Records, Dio Drone, Koe Records, Toten Schwan - 2016).